# Dmitri Karamazov
 Dmitri Karamazov (en russe : Дми́трий Фёдорович Карама́зов) appelé aussi par son diminutif Mitia est un des personnages principaux du roman de Fiodor Dostoïevski Les Frères Karamazov. C'est un des trois fils de Fiodor Karamazov issu du mariage en premières noces de celui-ci avec Adélaïde Ivanovna Mioussova. Dmitri est le frère d'Ivan Karamazov et d'Alexeï Karamazov.

## Création du personnage
Le prototype qui a servi à Dostoïevski pour Dmitri est un personnage réel, un forçat qui était enfermé à la prison d'Omsk : un certain Dmitri Ilinski, lieutenant à la retraite. Le 17 juin 1848, il est condamné pour l'assassinat de son père, le conseiller Ilinski, et enfermé à la prison d'Omsk où Dostoïevski a également séjourné. L'enquête pour ce crime a été transcrite sur plus de trois mille pages. Selon la philologue Irina Iakoubovitch, Dostoïevski ne connaissait pas tout le dossier du criminel, mais connaissait l'histoire par un ami de bagne et par des connaissances de Tobolsk où l'affaire était considérée comme un cas judiciaire de haut niveau.
Outre le prénom, correspondent également le grade militaire, le type de relation avec le père du prototype et du personnage de Dimitri. Ilinski avait 22 ans au moment où s'accomplit le crime, alors que Dimitri Karamazov a 28 ans. Mais, en fait, quand Dostoïevski rencontre Ilinski au bagne d'Omsk ; ce dernier a 28 ans également. Iakoubovitch remarque que, selon les informations au moment de l'arrestation, la description de Dmitri Karamazov ressemble à celle d'Ilinski. Le caractère du personnage est également proche de celui du prototype. Ilinski a aussi emprunté de l'argent pendant son service à l'armée, a acquis une réputation des plus déplorable quant à ses relations avec les autres, a été sanctionné à plusieurs reprises pour paresse durant son service, pour une inclination vers des attitudes inconvenantes à l'égard de jeunes officiers. 
Les enquêteurs ont recueilli soigneusement tous les témoignages négatifs contre Ilinski, tandis que les tentatives des services criminels d'impliquer Dmitri ont été infructueuses. Dimitri, chez Dostoïevski, est comme Ilinski « têtu, passionné, impatient, noceur », il fait des dettes, il se dispute avec son père, les anecdotes circulent à son propos dans la ville. Il reste noble intérieurement, honnête et un peu naïf.
On suppose également que c'est dans le mode de vie de son ami et admirateur Apollon Grigoriev, que Dostoïevski a trouvé un modèle pour décrire le mode de vie et le caractère de Dmitri Karamazov.

## Description du personnage

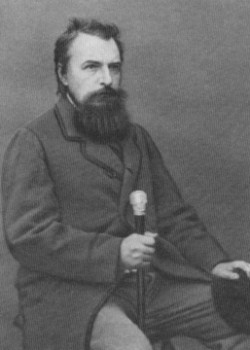
Apollon Grigoriev ; prototype possible de Dmitri.

Au moment où se déroulent les évènements du roman, Dmitri Karamazov est lieutenant à la retraite, âgé de 28 ans. Il possède une grande force physique et une forte constitution. De son séjour à l'armée, il a gardé une marche décidée et à grands pas. Il porte une moustache mais pas la barbe, comme la plupart des militaires de son temps. Il a pris récemment sa retraite de l'armée. Ses cheveux sont courts, châtain foncé.

« Dmitri Fiodorovitch, jeune homme de vingt huit ans, de taille moyenne et de figure agréable, paraissait en réalité beaucoup plus âgé. Il était bien musclé et on le devinait doué d'une grande force physique, mais il avait néanmoins quelque chose de maladif dans ses traits. Le visage était maigre, les joues affaissées, avec un teint présentant des reflets jaunâtres malsains. Les yeux foncés, assez grands et saillants, avaient une expression vague, bien que sa façon de regarder fût en apparence ferme et assurée »

## Dans le roman

### Enfance de Dmitri
Au début du roman, l'auteur parle de l'enfance de Mitia. Abandonné par sa mère, qui s'enfuit en laissant à son époux le soin de s'occuper de lui. Abandonné par son père qui l'a tout simplement oublié, c'est le domestique Grigori qui remplace ses deux parents.
« Son adolescence et les premières années de sa jeunesse furent assez désordonnées. Il n'acheva pas ses classes au Collège, entra par la suite dans une école militaire, fut envoyé plus tard au Caucase et y reçut de l'avancement. Il eut un duel, fut dégradé, reconquit ses galons et dilapida des sommes relativement considérables.  »
— Livre premier, chapitre VI, p. 140

### Maturité
En arrivant à l'âge adulte Dmitri reçoit de son père Fiodor une somme que lui a laissée sa mère à son décès. Du fait de la vie libre qu'il mène et qu'il continue de mener après son congé donné à l'armée, la somme diminue et Dmitri finit par considérer que son père ne lui a pas donné le montant auquel il avait droit. Mais le père Fiodor Karamazov considère qu'il a donné ce qu'il devait et le désaccord mène à des scandales sans fins.
La première prise de connaissance du lecteur avec Dmitri se produit dans la cellule du starets Zosime, où sont réunis les membres de la famille Karamazov pour éclaircir des questions relatives à l'héritage et à la propriété familiale. C'est alors qu'apparaît le caractère difficile de la relation entre Dimitri et son père. Le roman décrit les deux histoires d'amour vécues par Dimitri : celle avec Catherine Ivanovna Verkhotseva et l'autre, inassouvie, avec Grouchenka. Inassouvie, du fait de l'inculpation erronée de Dmitri pour le meurtre de son père Fiodor. 

## Analyse du personnage

### Un caractère explosif
Dmitri Karamazov est un homme au caractère violent et extrêmement émotif. Son caractère le conduit à agir de manière imprévisible, du fait qu'il n'est pas capable d'être patient et d'attendre. Dans les situations critiques et dans les comportements amoureux, il ne peut qu'aller de l'avant sans réfléchir. Du fait de ses désirs chaotiques, il est pris pour un sot, un pompeux aux idées courtes et aimant le scandale.
Son incapacité à écouter les conseils de son entourage et son inclination à ne s'intéresser qu'à ses propres caprices le placent dans des situations délicates et embarrassantes, dans lesquelles il humilie les gens et se montre stupide. Son incapacité à réfréner sa colère apparaît ainsi dans la scène où il tire la barbe du pauvre capitaine à la retraite Snegiriov. Le spécialiste Nakamoura ajoute toutefois que Dmitri ne donne pas l'impression d'être un homme égoïste, avide et indigne de confiance. Simplement, il suit ses sentiments et ne cache pas son jeu mais les ennuis que cela lui occasionne n'influencent pas son caractère.

### Des relations conflictuelles
Le starets Zosime et Dmitri Karamazov se présentent, selon Nakamoura, comme deux personnages opposés l'un à l'autre par l'expérience, ou plutôt par l'inexpérience humaine. Le chercheur retrouve des analogies dans les œuvres antérieures de Dostoïevski, telles que l'opposition entre le prince Piotr Valkovski et le jeune écrivain Ivan Petrovitch, héros du roman Humiliés et offensés, ou encore entre le juge d'instruction Porphyre Petrovitch et l'étudiant Rodion Raskolnikov dans le roman Crime et Châtiment. À travers ses personnages, la réflexion de Dostoïevski le ramène à sa propre expérience de vie. Les personnages inexpérimentés font penser à Dostoïevski avant qu'il connaisse le bagne, tandis que les plus mûrs font penser au Dostoïevski écrivain mature et vieillissant.
Kennoske Nakamoura observe encore que Dostoïevski était en mesure, comme auteur, d'imaginer l'essence pure de ses personnages et qu'il aime présenter Dmitri comme un personnage au tempérament orageux mais sincère malgré tout. Il est violent, peu modeste et impudent avec sa fiancée Catherina Ivanovna ou avec le capitaine Snegiriov. Pourtant, malgré son complexe d'infériorité et son animosité, malgré son orgueil pitoyable et maladif, Dmitri tente toujours de devenir un autre homme. Ces traits transparaissent dans son comportement vis-à-vis de Grigori, le vieux domestique de son père. Après qu'il l'eut frappé à la tête, dans le jardin de son père, et qu'il l'eut cru mort, il se réjouit que ce ne soit pas le cas : « Seigneur, merci pour ce miracle que tu m'as accordé, à moi le pécheur qui ai fait le mal, je te prierai toute la nuit ! ».
Nakamoura attire aussi l'attention sur le fait que Dmitri ne se préoccupe pas de ce qui adviendra de lui si on le considère coupable. Il tente de prouver son innocence, mais n'éprouve pas de ressentiment du fait qu'on ne l'écoute pas et qu'on ne le croit pas. Il croit que son châtiment lui vient de sa vie dissolue et déréglée, qu'il y a des fondements indiscutables au-dessus des lois humaines, et que sa condamnation et l'humiliation qui l'accompagne ne sont que la punition de son état de pécheur. Sur ce plan, Nakamoura observe les différences de caractère entre celui de Dmitri et celui de Mikhaïl Rakitine plus « amorti ». Pour lui, Dostoïevski voulait créer l'image d'un homme pris d'une haine empoisonnée et outragée qui parvient toutefois à renaître et à se purifier. Dmitri tente de se battre contre sa haine, sa jalousie, sa convoitise, sa débauche.

### La question des enfants
Le philologue Piotr Bekedine remarque que Dimitri, comme son frère Ivan, pense beaucoup aux enfants. Mais à la différence de son frère, Dmitri est un homme « au cœur chaud et aux passions débridées », qui en même temps est « naïf, crédule, scrupuleux », comme un enfant. Au moment où on l'accuse du meurtre de son père, Dmitri fait un rêve étrange, à partir duquel « tout son cœur se met à brûler et il est précipité vers une sorte de lumière. Mais il veut vivre et vivre, aller vers un chemin où l'appelle la lumière... vite, vite, tout de suite... ».
Dmitri rêve qu'il traverse la steppe en télègue, la neige tombe et il fait très froid. Traversant un village, il voit une isba noircie par le feu qui l'a détruite à moitié. En partant, il voit un groupe de femmes maigres, aux visages émaciés. L'une telle tient la main d'un enfant qui pleure, nu, bleu de froid. Dmitri demande au cocher : pourquoi ces mères brûlées, pourquoi ces enfants pauvres, pourquoi cette steppe désertique, pourquoi ne s'étreignent-ils pas, ne s'embrassent-ils pas, ne chantent-ils pas de joie, pourquoi sont ils noirs de pauvreté, pourquoi ne pas nourrir les enfants ? Après cette vision, Dmitri veut faire quelque chose avec toute son impétuosité de Karamazov.
Bekedine considère que ce rêve de Dmitri lui rappelle que son âme est grande ouverte sur le monde. À la vue de la misère des gens, et en particulier des enfants pleurant de faim et de froid, on ne se soucie plus de ses propres soucis. De tout cœur on veut qu'il n'y ait plus de larmes d'enfants. L'enfant qui pleure est pour Dmitri le symbole de l'humanité souffrante et de la nécessité de changements indispensables dans la structure sociale.

## Dmitri au cinéma et à la télévision
- 1921 : Emil Jannings dans le film Die Brüder Karamasoff de Carl Froelich
- 1947 : Fosco Giachetti dans Les Frères Karamazov de Giacomo Gentilomo
- 1958 : Yul Brynner dans un film américain Les Frères Karamazov de 1958
- 1968 : Mikhaïl Oulianov dans Les Frères Karamazov film soviétique de Ivan Pyriev
- 2009 : Sergueï Gorobtchenko dans la série russe Les Frères Karamazov réalisée par Youri Moroz

## Représentations théâtrales
- Boris Livanov au Théâtre d'art de Moscou (1960)
- Philippe Iankovski au Théâtre d'art Anton Tchekhov (2013)